# Rudá
Rudá označuje barvu krve, tj. tmavě či sytě červenou barvu, nebo také červenou barvu obecně.
Podle lingvisty Václava Machka není název barvy etymologicky příbuzný se slovem ruda, názvem suroviny pro výrobu kovů (podle červené barvy rud železa, jak by se nabízelo), ale s jiným stejně znějícím slovem označujícím rez na obilí a se slovesem rdít se. Vytlačuje slovo červený v pojmech spojených s politikou.
V oblasti politiky, vojenství a povstalectví je rudá barva obvykle spojována s politicky levými směry a jejich propagandou a je interpretována jako barva revoluce. Pro účely levicové propagandy je používána i v jiných oborech a někdy se objevuje jako většinová barva spolu s menšinovou žlutou na vlajkách[zdroj⁠?!] komunistických států (např. Čínské lidové republiky nebo Socialistické republiky Vietnam).
Rudá bývá také často interpretována jako barva lásky a životní síly, v poetické rovině potom jako barva vášně a barva krve. Temně rudou barvu mohou mít i kvalitní červená vína.